# Ганіно (Калузька область)
Ганіно (рос. Ганино) — присілок в Мещовському районі Калузької області Російської Федерації.
Населення становить 1 особу. Входить до складу муніципального утворення Місто Мещовськ.

## Історія
Від 2004 року входить до складу муніципального утворення Місто Мещовськ.

## Населення
| 2002 | 2010 |
| ---- | ---- |
| 7    | ↘1   |